# Pastoriza (Lousame)
Pastoriza es una aldea situada en la parroquia de Lousame en el municipio de Lousame, provincia de La Coruña, Galicia, España. 
En 2023 tiene una población de 15 habitantes (10 hombres y 5 mujeres). Está situada a 162 metros sobre el nivel del mar a 1,7 km de la cabecera municipal. Las localidades más cercanas son Cruído y Portobravo.